# Peugeot Inception
Peugeot Inception — электромобиль, выпускаемый французской компанией Peugeot с 2023 года. Впервые был представлен на выставке Consumer Electronics Show корпорацией Stellantis. Автомобиль базируется на платформе STLA Large.
Модель Peugeot Inception представляет собой автомобиль, близкий по габаритам к автомобилям Peugeot 1970-х годов, но с современной отделкой и комфортабельным салоном. Под капотом присутствует зарядный разъём. Светотехника напоминает когти.
Крыша автомобиля сделана из стекла с перламутровым покрытием, создающим переливы, меняющиеся в зависимости от времён суток и угла падения света. На колёсах присутствуют колпаки с логотипом Peugeot, которые не приводятся в движение даже во время езды.
Приборная панель отсутствует, а для свободного пространства мультимедийный экран подвинут на несколько миллиметров вперёд. Также присутствует прямоугольный штурвал Hypersquare, который исчезает в режиме автопилота. Установлена аудиосистема Focal. Запас хода составляет 800 км.